# هوما (أسطورة)
طائر الهوما (بالفارسية: هما، وتُنطق حوما، بالأفستية: Homāio)، هو طائر أسطوري مذكور في الأساطير والخرافات الفارسية، وقد استمر كفكرة مشتركة في الأشعار والأدبيات الفارسية. وعلى الرغم من أن هناك العديد الأساطير التي تدور حول هذا الطائر، إلا أن الشيء المشترك بينها أنه يقال أن هذا الطائر لا يحط على الأرض أبدًا، ولكنه يعيش حياته كلها يطير على ارتفاع عال بخفاء فوق الأرض.
الهوما هو الطائر الاسطورى الأكثر شيوعا في دواوين الشعر التركي.

## التسميات
باللغة الفارسية الجديدة نجد أن اسم حوما مستمد من الأفستية حوماي. وفي العديد من لهجات اللغة الفارسية، يُطلق اسم «حوما» بالإضافة على طائر النسر الملتحي.
وفي الأساطير التركية، يسمى هذا الطائر «كوماي» أو «أوماي»، والذي كان يُستخدم كرمز لسيبناي، وهي واحدة من 24 منظمة قبلية للأغواز الأتراك. وأوماي هي إلهة الخصوبة والعذرية في الأساطير والخرافات التركية. وفي العربية يطلق على هذا الطائر اسم بولاه.
هناك كم هائل من التفسيرات الشعبية للاسم، ومن بينها تفسير المعلم الصوفي عنايت خان، الذي افترض أنه "في كلمة هوما، هو تمثل الروح، وكلمة ماه تنبع من العربية "ماء".

## الخرافات والأساطير

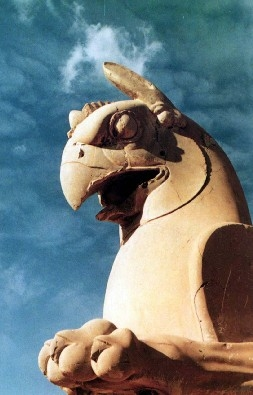
تمثال أسطوري في برسيبوليس في إيران يعود لـ 500 سنة قبل الميلاد. يشاع أن التمثال يمثل طائر الهوما الأسطوري.

يقال إن طيور الهوما لا ترتاح أبدا، وتعيش حياتها كلها تحلق عاليًا بخفاء فوق الأرض، ولا تحط على الأرض أبدًا (ويقال في بعض الأساطير أنه ليس لديها سيقان تنزل عليها).
وفي العديد من الصور المختلفة لأساطير الهوما، يقال إن هذا الطائر مثل طائر الفينيق، وأنه يستهلك نفسه في النار كل بضع مئات من السنين، فقط لينهض من جديد من الرماد. ويقال إن لطيور الهوما طبيعة تجميع بين الذكر والأنثى في جسد واحد، ولكل طبيعة جناح واحد وساق واحدة. يعتبر الهوما رمزًا للرحمة، وهو «طائر حظ»، حيث يقال أن ظله (أو لمسته) بشرى بالنجاح.
في التقاليد الصوفية، يعتبر اصطياد طائر الهوما أبعد من أكثر الخيالات جموحًا، ولكن اقتناص لمحة منه أو حتى ظله يعد تأكيدًا على أن المرء سيحيا سعيدا لبقية حياته/حياتها. ومن المعتقد أيضا أن الهوما لا يمكن الإمساك به وهو على قيد الحياة، والشخص الذي يقتل الهوما يموت بعد مرور أربعين يوما.
في الشعر العثماني، المخلوق غالبا ما يشار إليه على أنه «طائر الجنة»، وصور الوصف الأوروبية المبكرة من أنواع الطيور التي تحيا في الجنة أنها بلا أجنحة أو ساقين، وكان يفترض أنها تبقى محلقة في الأعالي حياتها كلها.
في التحفة الفنية الرمزية لفريد الدين العطار، مؤتمر الطيور، مثال بارز من الأعمال الصوفية في الأدب الفارسي. فهو يصور طائر الهوما كتلميذ يرفض القيام برحلة لأن مثل هذه المهمة من شأنها أن تنتقص من امتياز منح الملكية لأولئك الذين يحلق فوقهم. وفي الأدب الإيراني، فإن وظيفة منح الملكية من قبل طيور الهوما تتقيد مع ملوك ما قبل الإسلام، وتقف في مواجهة الغربان، والذين هم كناية عن العرب. وتظهر الأسطورة في الفن غير الصوفي أيضا.
إن وظيفة منح الملكية من قبل طيور الهوما قد عاودت الظهور من جديد في القصص الهندية في العصر المغولي، والتي ورد فيها أنه عندما يسقط ظل (نور) طائر الهوما على رأس الشخص أو كتفه فإنه يقال عنه (أو يُتنبأ له) بأنه مُنح الملكية. وفقا لذلك، فإن الريش الذي يزين عمائم الملوك يقال أنه من ريش طائر الهوما.
ويضفي المعلم الصوفي عنايت خان البعد الروحي على أسطورة منح الملكية قائلًا: «إن المعنى الحقيقي هو أنه عندما تتطور أفكار الشخص بحيث تكسر كل القيود، عندها يصبح ملكًا. وإن قيد اللغة هو الوحيد الذي يمكن أن يصف العلي كشيء مثل الملك».
يرمز طائر الهوما في الأدب الشعبي التركي إلى سمو الأمير الذي لا يمكن للوصول إليه. كما تظهر بعض الإشارات إلى المخلوق أيضا في أدب السند - كما هو الحال في تقليد الديوان - حيث يصور المخلوق كأنه يجلب ثروة عظيمة. وفي زفرناما من المعلم جوبيند سينغ، توجد رسالة موجهة إلى الإمبراطور المغولي أورنجزيب يشير فيها إلى طائر هوما على إنه «طائر القوة والبشرى».

## التراث
وبكتالوج المتحف البريطاني تسميات توضيحية لصورة الحروف التي تشبه غريفين في برسبوليس والتي تمثل في صورة «تاج عمود في شكل الفينيق (المعروف محليا باسم» طيور الهوما") ". وفي اختصار من اللغة الفارسية الخاصة بهيئة «الخطوط الجوية الإيرانية» نجد أن هوما شعار للشركة وهو تجسيد مجرد للعاصمة برسيبوليس.
وقد ألمح هيرمان ميلفيل بإيجاز إلى الطائر في كتابه موبي ديك. ففي بداية الفصل الذي يحمل عنوان «الذيل»، يتحدث الراوي عن «الطائر الذي لا يحط على الأرض أبدًا».
وقد أُشير إليه كذلك في فيلم (أيام الجموح) من إخراج وونغ كار واي، وفي مسرحية «أورفيوس ينزل» تأليف تينيسي وليامز.

## بيردي ساندرز وطائر الهوما

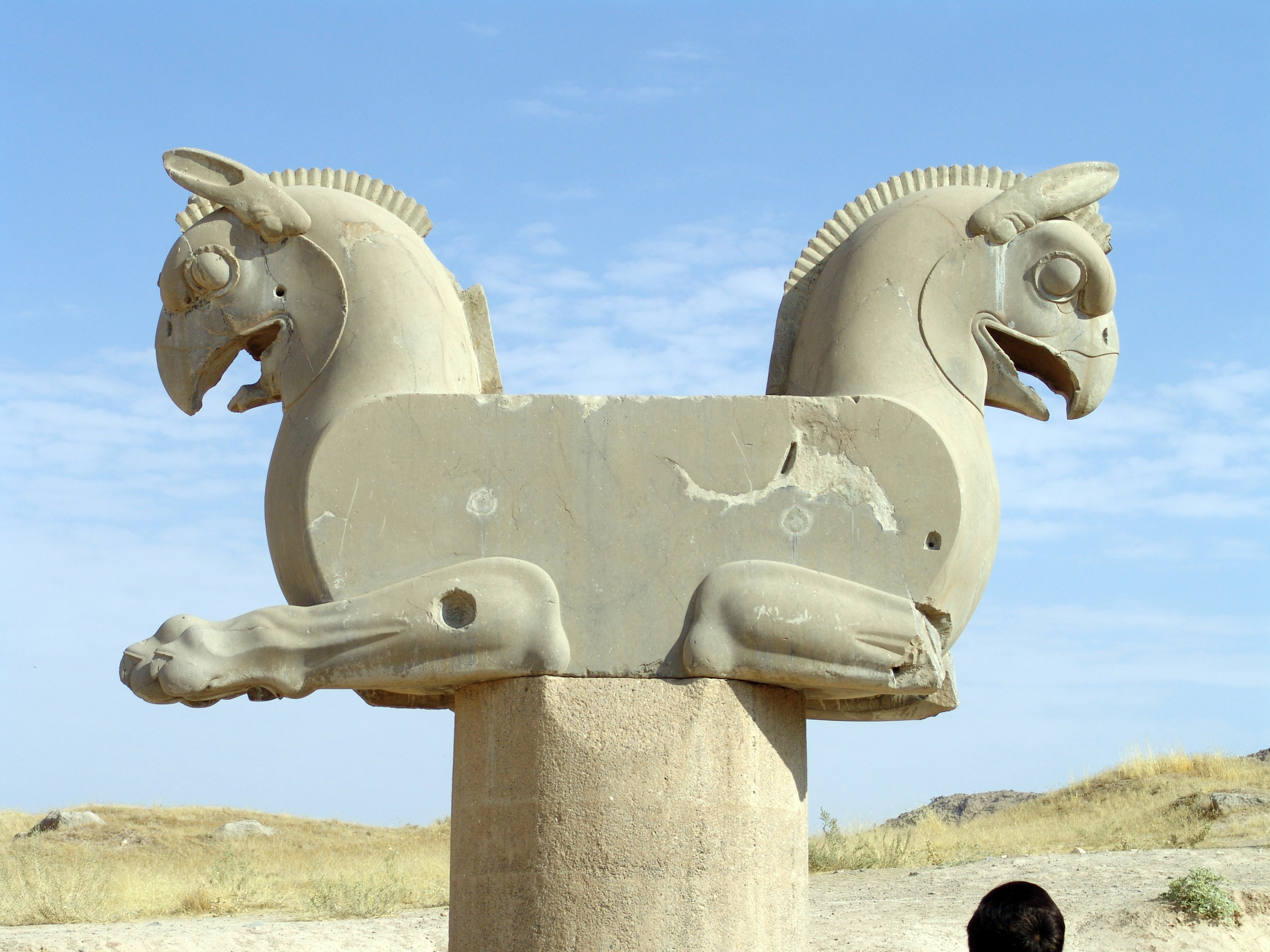
التمثال من زاوية أخرى ويظهر كاملاً

عندما كان المرشح الرئاسي الديمقراطي السيناتور بيرني ساندرز يلقي خطابا في مركز مودا في بورتلاند بولاية اوريجون في 25 مارس عام 2016، وقفز طائر صغير على المنصة بينما كان المرشح يلقي خطابه، أدى هذا الحدث إلى انتزاع هتافات الجمهور واشتعال مواقع التواصل الاجتماعي بالحديث عن الواقعة. ويعلق مؤلف «الثقافة الفارسية في المشهد العالمي» حميد دباشي، أستاذ الدراسات الإيرانية والأدب المقارن في جامعة كولومبيا مقارنًا هذا الطائر بطائر الهوما، قائلًا:
«حط طائر صغير على منصة بيرني بينما كان يلقي خطابا في بورتلاند (اوريجون) - وإنه لشيء أكثر من رائع أن تقع عليه عيناك- فهل تعلم... في الأساطير الفارسية القديمة لدينا أنه عندما تفتقر المملكة إلى حاكم شرعي من العقلاء في الأرض يطير طائر يسمى الهوما وأي من يحط الطائر على كتفه سيكون الملك - ولمن دواعي المسرة أننا تخطينا الآن حقبة الملوك وما أشبهها ولكن يمكنك أن تتأمل هذا الطائر الصغير وتتفكر فيه كرسول من كل الحكماء رجالًا ونساءً من كل الأعمار في جميع أنحاء العالم أن هذه الروح النبيلة هو الشخص المناسب لقيادة هذه الأمة - أنا أعرف ماذا أقول».